# Royston Brady
Royston Mathew Brady (* 24. August 1972) ist ein irischer Geschäftsmann sowie ehemaliger Politiker und gehörte von 1999 bis 2004 dem Stadtrat von Dublin an.

## Biografie
Royston Brady wurde im November 1998 als Fianna-Fáil-Kandidat für die Kommunalwahlen im Juni 1999 aufgestellt. Nach seinem Wahlsieg war er mit 26 Jahren das jüngste Mitglied des Stadtrats Dublins. Von Juli 2000 bis Juli 2001 übte er unter Oberbürgermeister Maurice Ahern das Amt des Vize-Oberbürgermeisters aus. Von Juli 2003 bis Juli 2004 bekleidete er schließlich selbst das Amt des Oberbürgermeisters (Lord Mayor of Dublin). In dieser Zeit wurde er in den Konstantinorden aufgenommen. 2004 kandidierte Brady bei den Europawahlen im Wahlkreis Dublin; zu den Stadtratswahlen trat er 2004 nicht mehr an. Aussagen über die Autobomben-Anschläge in Dublin im Jahr 1974 – Brady gab an, das Taxi seines Vaters sei von den Tätern gestohlen und als Fluchtwagen benutzt worden – sorgten jedoch kurz vor den Europawahlen für Wirbel. Obwohl die Angaben sich später als wahr herausstellten, wurden sie von der Öffentlichkeit als Wahlkampfmanöver wahrgenommen und führten so zu Bradys Wahlniederlage. Brady zog sich nun aus der Politik zurück. Im Jahr 2006 war er Juror bei Rose of Tralee. Nach 2008 wanderte er nach Florida aus.
Brady ist verheiratet und hat ein Kind. Sein Bruder Cyprian Brady war ebenfalls als Politiker (Fianna Fáil) aktiv und saß als Teachta Dála im Dáil Éireann.